# ツクシサカネラン
ツクシサカネラン（学名：Neottia kiusiana）は、ラン科に分類される多年草の一種。光合成能力を持たない腐生植物である。

## 分布
大韓民国の済州島に生息する。かつては日本の本州と九州にも分布していた。
1991年5月に鹿児島県薩摩郡鶴田町（現在はさつま町の一部）で大原豊が採集した標本をもとに、橋本保と初島住彦が新種として発表した。しかしその後は見つからず、環境省は2012年に発表した第4次レッドリストで本種を絶滅種と評価した。過去に千葉県の清澄山で1958年に採集され、サカネランとして国立科学博物館に展示されていた標本と、1966年に愛知県東加茂郡旭町（現在は豊田市の一部）で採集されていた標本が、後になって本種と判明した。
韓国では2002年に済州島で見つかった個体をもとにNeottia hypocastanopticaが発表されたが、後に本種と判明した。

## 保全状況評価
日本国内では過去の採集地でも見つかっておらず、絶滅した可能性が高い。
絶滅（環境省レッドリスト）
2007年までの環境省レッドリストでは絶滅危惧IA類に指定されていたが、分布情報が報告されなかったため、2012年に絶滅と判断された。